# مستشفى وامبا
مستشفى وامبا (المعروف أيضًا باسم مستشفى وامبا الكاثوليكي)، هو مستشفى يقع في وامبا، مقاطعة سامبورو، كينيا. تأسس عام ١٩٦٩ على يد الأب ديلا كونسولاتا بدعم من راهبات الكونسولاتا.
ساهمت هذه المؤسسة في بناء مبنى مدرسي للأطفال الذين يتم رعايتهم في المستشفى.